# Палата науке
Палата науке – Задужбна Миодрага Костића је први центар за истраживање и популаризацију науке у Србији и највећи у региону, са садржајима и активностима на више од 5.500 m².
Изложбени део простора намењен је приближавању науке најширој јавности, са фокусом на подстицање радозналости код деце и младих кроз сазнања о научним откричима и њиховој примени у свакодневном животу.
У другом делу простора, одвија се истраживачки рад у 20 модерних научних центара. У партнерству са Електротехничким факултетом Универзитета у Београду одвија се истраживачки рад у 19 научних центара, док је двадесети центар резултат сарадње са Радио-телевизијом Србије.

## Историјат зграде
Палата науке налази се у једној од најлепших зграда у центру Београда, саграђеној 1924. године. Смештена је на раскрсници Улица краља Милана и кнеза Милоша, у згради некадашње Јадранско-подунавске банке, која већ сто година привлачи погледе својом велелепном куполом, елегантном фасадом и импресивним скулптурама из грчке митологије које красе њену унутрашњост и спољашњост. Зграда је као седиште Јадранско-подунавске банке грађена од 1922. до 1924. године према пројекту немачког архитекте Аугуста Рајнфелса, а под надзором архитекте Ивана Белића. Ова зграда била је већински у власништву многих банака и удружења, укључујући Друштво за ваздушни саобраћај АД Аеропут, а њен већински власник била је Српска банка. Последња у том низу чија се филијала нашла у том здању била је АИК банка.
Направљена је у духу архитектуре академског класицизма, са богатом архитектонском и скулпторалном пластиком на фасадама, са симболичним представама зооморфних и антропоморфних мотива, рад скулптора Лојза Долинара и Томе Росандића. Раскошан и очуван ентеријер пројектован је у модерном стилу ар декоа, говори о моћи тадашње банке и њеном угледу у свету, где је до краја Другог светског рата имала филијале у више од двадесет градова. У унутрашњости овог објекта истичу се кружна шалтер сала са фонтаном за коју је скулптуру Афродите извео вајар Петар Палавичини.